# ハム・ウンジョン
ハム・ウンジョン（함은정、Hahm Eun-jung、1988年12月12日 - ）は、韓国の女性アイドルグループT-ARAのメンバーであり、女優。T-ARAのメンバーとしては、「ウンジョン」と使い分けている場合が多い。幼少期から演技の経験を積み、KBSドラマ『新世代報告 大人たちはわからない』をはじめ、多数のドラマ、映画に出演している。2009年にT-ARAのメンバーとして歌手デビュー。幼少時からバレエを習い、公認3段のテコンドー有段者でもある。

## 来歴
1995年、ドラマ『新世代報告 大人たちはわからない』でデビュー。その後、映画『マドレーヌ』(2002年)、『名家の娘 ソヒ』(2004年)、『英雄時代』(2004年)などに出演した。
2009年、女性歌手グループT-ARAのメンバーとしてデビュー。2011年には、映画『ホワイト：呪いのメロディー』で初主演を務めた。
2010年12月25日 転倒し左膝靱帯を損傷。
2011年11月14日 午前4時頃ドラマの撮影中、馬の手綱を放して落馬事故があった。
2011年12月31日 MBC歌謡大祭典で、ステージ移動中、ステージから落ちて左足足首靭帯破裂(全治4週間)。
2012年1月24日 午後11時50分頃、帰宅途中雪道で転倒し左膝の膝蓋骨骨折(全治6週間)をする。

## エピソード
- 中学時代、オーディションに合格し、日韓合作映画『ドッジGO!GO!』に出演する。日本と釜山で約1か月間撮影が行われた。日本では2002年に公開されたが、当時、韓国では日本に対する反発が強く、公開されなかった[3]。
- 「バニスタ!」PR活動のため日本滞在中、雪が3m積もったサービスエリアに置き去りにされ、迎えに戻ってくるまで1時間程待たされた[4]。

## 音楽活動
グループとしての詳細は「T-ARA」を参照

### アルバム
- 「I'm good」2015年5月7日　(ELSIE名義)

### ミニアルバム
- 「Desire」2019年6月12日（日本）

### シングル
- 「Sweet Snow」2019年12月11日（日本）

### 参加アルバム
- 함은정 - 커피하우스 (커피하우스 ost)
- 황정음 - N-time (Feat. 효민 & 함은정) (Digital Single)
- BGH to - 사랑해!'항상'행복해!(Feat. 함은정 of 티아라)(Digital Single)
- BGH to - 솜사탕 (Feat. 함은정 of 티아라)
- 티아라 - 느낌아니까(박덕상과 공동 편곡작업){Again}

## 出演

### 映画
- アロングイの大探検 (1999年)
- ドッジGO!GO!　(2002年、日韓合作) - ミン・サンミ 役
- マドレーヌ (2003年)  - 中学時代のソンヘ役
- 名家の娘 ソヒ (2004年)  - ボンスン役
- 英雄時代 (2004年)
- 野獣と美女 (2005年)
- 静かな世界 (2006年)
- アイスケーキ (2006年)
- コ死:血の中間試験 (2008年)  - キム・ジウォン役
- ホワイト(2011年)  - 主演ウンジュ 役
- マイクロ・ラブ (2015年） - 主演・ミンジ役

失踪2(2017年)-主演ソニョン役

### ドラマ
- 新世代報告 大人たちはわからない（1995年、KBS）
- 新・若草物語（2004年、SBS） - チョン・ヒョンドゥクの子供時代役
- 名家の娘ソヒ（2004年-2005年、SBS） - ボンスンの若い時代役
- プラハの恋人（2005年、SBS） - ゴニの同級生役
- 宮 -Love in Palace-（2006年、MBC） - バレエ部の生徒役
- 王と私（2007年-2008年、SBS） - キルニョ（オウドンの侍女）役
- コーヒーハウス（2010年、SBS） - カン・スンヨン役
- 百済の王 クンチョゴワン（2010年-2011年、KBS） - チン・アイ役
- ドリームハイ（2011年、KBS） - ユン・ベクヒ役
- インス大妃（2011年-2012年、JTBC） - 主演：仁粋大妃の若い時代役
- 五本の指（2012年、SBS） - 主演：ホン・タミ役 4回まで(降板)[5] [6]
- 果てしない愛（2014年、SBS） - テ・チョエ役
- 今日から愛してる（2015年、KBS） - ミン・チェウォン役
- いろいろな嫁（2017年、MBC） - ファン・ウンビョル役
- ラブリー・スター・ラブリー（2018年、KBS） - シン・ユナ役
- あなたが憎い！ジュリエット（2019年、WEB） - ミンジェ役
- 愛のクァベギ(2021-2022 KBS)オ・ソリ役
- ウリと出会ったスジ(2024 KBS)チン・スジ

### MV
- FTisland「獨自一人（ひとりだけ）」(2007年)
- ZIA「The way I am」(2011年)

### バラエティ
- 青春不敗 第26回 (KBS、2010年)[7]
- 私たち結婚しました シーズン3 (MBC、2011年)

### 司会
- MBC歌謡大祭典 （MBC 2011年)
- SHOW CHAMPION （MBC MUSIC、2013年1月 - 8月）

## 受賞歴
- SBS演技大賞 子役賞(2004年)
- SBS演技大賞 ニュースター賞(2010年)